# Кудрич Людмила Володимирівна
Кудрич Людмила Володимирівна (нар. 16 листопада 1955, Дергачі, Харківська обл.) — українська співачка (мецо-сопрано), педагогиня, Заслужена артистка України (1997), доцентка кафедри естрадного та народного співу Харківської державної академії культури.

## Біографія
Кудрич Людмила Володимирівна народилася 16 листопада 1955 року в місті Дергачі Харківської області. У 1983 році закінчила Харківcький інститут мистецтв ім. І. П. Котляревського. Творчу діяльність розпочала в Харківській філармонії, де була солісткою у 1984—2001 роках. Від 2000 працює у Харківській державній академії культури. У 2001 році заснувала і обійняла посаду завідувачки кафедри естрадного співу, створила власну школу естрадного вокального мистецтва. Співачка має багато сольних програм, включаючи «Українська муза», «Минулих днів зачарування», «В моїй душі пісень моря», «Очі чорні», «Зустріч з піснею», «Молитва душі», «Маленькі сповіді», «Не тільки любов», «Вечірній дзвін», «Серед шумного балу» і «Моє вогнище». Вона також гастролювала у країнах СНД і має фонд записів на радіо і телебаченні.
Людмила Кудрич заснувала у 2000 році студентський театр естрадної пісні «СТЕП», учасники якого виступають на головних сценах Харкова. Виховала понад 30 лауреатів національних та міжнародних конкурсів, зокрема Артема Верещаку ― лауреата та переможця всеукраїнських та міжнародних конкурсів, учасника телепроекту на каналі 1+1 — «Голос країни» у 2011 році (команда Руслани), Артура Сошина ― лауреата всеукраїнських конкурсів, учасника та переможця 4-го тижня телевізійного проекту «Х-фактор» on-line, переможця всеукраїнського телевізійного проекту на каналі Інтер «Шоу № 1» (2011), Софію Сухорукову ― лауреатку всеукраїнських та міжнародних конкурсів, учасницю та володарку 3-ї премії всеукраїнського телевізійного проекту на Новому каналі «Фабрика зірок 4» (2011).
У 2012 році заснувала багатожанровий фестиваль-конкурс мистецтв «DаnсeSongFest», який щорічно проходить у Харкові за підтримки Міністерства культури України, Національної хореографічної спілки України, Харківської міської ради, Харківської державної академії культури. У фестивалі беруть участь солісти та творчі колективи із багатьох міст України, а також із Білорусі, Азербайджану, Вірменії, Грузії, Німеччини, Китаю. Учасники від 3 до 60 років змагаються у номінаціях: естрадний номер, народний, джазовий, академічний вокал, авторська пісня, хореографія, театральне мистецтво, шоу-композиції, оригінальний та інструментальний жанр.
Л. В. Кудрич організувала міжнародні фестивалі: телеміст творчого єднання Заходу та Сходу «Арт-Центр талантів» (Хмельницький, 2016, Рівне, 2017—2018), «Kharkiv fest» та «Арт Причал» (Одеса). Крім того, багато років входить до складу журі різних конкурсів, фестивалів: міжнародного фестивалю-конкурсу мистецтв «Super Art», регіонального конкурсу виконавців естрадної пісні «Золота осінь — 2007», що проходив 13–14 жовтня на базі Палацу культури «Хімік» м. Первомайський.
Мисткиня є засновницею Благодійного фонду підтримки талановитих дітей та молоді «Жар–птиця».

## Основні праці
- Кудрич Л. В. Про художньо-виконавські завдання артиста — співака естради / Л. В. Кудрич // Культура України. — Харків: ХДАК, 2005. — Вип. 15 : Мистецтвознавство. Філософія. — С. 208—214.
- Кудрич Л. В. Виконавська манера естрадного співака / Л. В. Кудрич // Культура України: зб. наук. пр. / М-во культури і туризму України, Харків. держ. акад. культури, [Акад. мистецтв України, Ін-т культурології ; редкол.: В. М. Шейко (відп. ред.) та ін. ; передм. В. М. Шейко]. — Харків: ХДАК, 2009. — Вип. 28. — С. 244—255.
- Кудрич Л. В. Значення конкурсних заходів у вихованні естрадного співака / Л. В. Кудрич // Культура України. Серія: Мистецтвознавство: зб. наук. пр. / М-во культури України, Харків. держ. акад. культури. — Харків, 2016. — Вип. 53. — С. 70–78.

- Кудрич Л. Сценічне мистецтво та специфіка естрадного співу / Л. Кудрич // Культура та інформаційне суспільство ХХІ століття. У 2 ч. / М-во освіти і науки України, Ін-т модернізації змісту освіти, М-во культури та інформ. політики України, Харків. держ. акад. культури, Наук. т-во студентів, аспірантів, докторантів та молодих учених ХДАК, Нац. акад. мистецтв України ; [редкол.: Н. О. Рябуха та ін.]: матеріали міжнар. наук.-теорет. конф. молодих учених, 20-21 квіт. 2023 р. — Харків: ХДАК, 2023. — Ч. 1. — С. 296—297.
- Кудрич Л. В. Музичний стиль та його роль у творчості артиста естради / Л. В. Кудрич // Перспективи розвитку сучасної науки та освіти: матеріали VIII Міжнар. наук.-практ. конф., 29–30 берез. 2023 р. — Львів, 2023. — С. 29–30.
- Кудрич Л. В. Формування іміджу у творчості естрадного артиста / Л. В. Кудрич // Сімдесят треті економіко-правові дискусії. Серія: Соціальні та гуманітарні науки: матеріали Міжнар. мультидисциплінарної наук. інтернет-конф., 22-23 берез. 2023 р., Україна, Тернопіль — Польща, Переворськ. — Львів, 2023. — С. 153—155.
- Кудрич Л. В. Харизма як важливий компонент у сприйнятті творчості естрадного артиста / Л. В. Кудрич // Information and its impact on social processes: Abstr. of XIII Intern. Sci. and Practical Conf., Florence, Italy, (April 03 — 05, 2023). — Florence, 2023. — С. 35.